# Aslanbek Alborov
Aslanbek Alborov (Vladikavkaz, 2 aprile 1991) è un lottatore azero, specializzato nella lotta libera.

## Biografia
Ai mondiali di Parigi 2017 ha vinto la medaglia di bronzo nel torneo degli -92 chilogrammi.
Ai campionati europei di Roma 2020 ha vinto la medaglia di bronzo nel torneo degli -97 chilogrammi.

## Palmarès
- Europei

Parigi 2017: bronzo nei -97 kg.
- Europei

Roma 2020: bronzo nei -92 kg.
- Europei

Ankara 2009: argento nei -84 kg.
Budapest 2010: argento nei -96 kg.
Bucarest 2011: bronzo nei -96 kg.
- Europei

Zrenjanin 2011: oro nei -92 kg.
- Europei

Daugavpils 2008: argento nei -85 kg.